# Коростен
Коростен е град в Житомирска област, Украйна.
Населението му е 67 500 жители (2011). Намира се в часова зона UTC+2.
Споменат е за първи път през 945 г., а получава статут на град през 1926 г.
1. ↑  Korosten //  Internet Encyclopedia of Ukraine.   2015.